# Saint-Michel-sur-Ternoise
Saint-Michel-sur-Ternoise ist eine französische Gemeinde mit 838 Einwohnern (Stand 1. Januar 2022) im Arrondissement Arras des Départements Pas-de-Calais. Sie liegt im Kanton Saint-Pol-sur-Ternoise und ist Mitglied des Kommunalverbandes Ternois.
| Saint-Pol-sur-Ternoise |         | Ostreville  |
|                        | Kompass |             |
| Herlin-le-Sec          | Maisnil | Roëllecourt |